# Theokonservatismus
Theokonservatismus, international abgekürzt Theocon, ist eine politische Ideologie des rechten Spektrums und eine Form des Konservatismus, welche für eine größere Rolle von religiösem Glauben in der alltäglichen Politik steht und die Wahrung von traditionellen und zeitlosen Werten (siehe Naturrecht) in den Mittelpunkt ihres Handelns stellt. Im Allgemeinen vertreten die Anhänger eines solchen gesellschaftspolitischen Konservatismus, die Ansicht, dass Gottes Gebote der Bibel nicht nur eine größere Rolle im öffentlichen Leben spielen sollten, sondern eine  theologische Ethik staatlicherseits umzusetzen ist. Hierbei wird sich vor allem an der christlichen Moral- und Soziallehre orientiert, wobei eine institutionelle Trennung von Kirche und Staat durchaus befürwortet werden kann. Seine Vertreter sind meist Teil des Bürgertums, kommen oft aus dem Evangelikalismus oder katholischen Traditionalismus und werden zur christlichen Rechten, beziehungsweise zum politischen Katholizismus gezählt. 
Die Bezeichnung wird häufig in den Vereinigten Staaten verwendet; zum Beispiel vom politischen Kommentator Andrew Sullivan mit Bezug auf die Republikaner, wenn er deren Haltung zu gesellschaftspolitischen Themen, wie Schwangerschaftsabbruch, gleichgeschlechtliche Ehe oder das Gendern (Gender-Studien, -Mainstreaming und -Sprache) anspricht. Der Begriff tauchte das erste Mal 1996 in einem Artikel der The New Republic auf, als Jacob Heilbrunn damals schrieb: "Die Neokonservativen glauben, Amerika sei einzigartig weil es sich auf einer Idee gründete – Ein Bekenntnis zu den Menschenrechten verkörpert in der Unabhängigkeitserklärung – nicht in ethischen oder religiösen Zugehörigkeiten. Die Theocons argumentieren auch, dass sich Amerika auf eine gemeinsame Idee gründet, aber sie glauben, diese Idee sei der christliche Glaube." Damon Linker schrieb das Buch: Die Theocons: Säkulares Amerika unter Belagerung.
In Deutschland werden als theokonservativ auch angesehen, die „deutsche[n] amerika- und israelfreundlichen Christe[n], die politisch interessierte Menschen in Deutschland wieder neu für den dreieinigen Gott, christliche Werte und ein biblisch fundiertes christliches Menschenbild als Grundlage für eine gute Politik gewinnen wollen“.